# Emphreus pachystoloides
Emphreus pachystoloides là một loài bọ cánh cứng trong họ Cerambycidae.